# Arriva

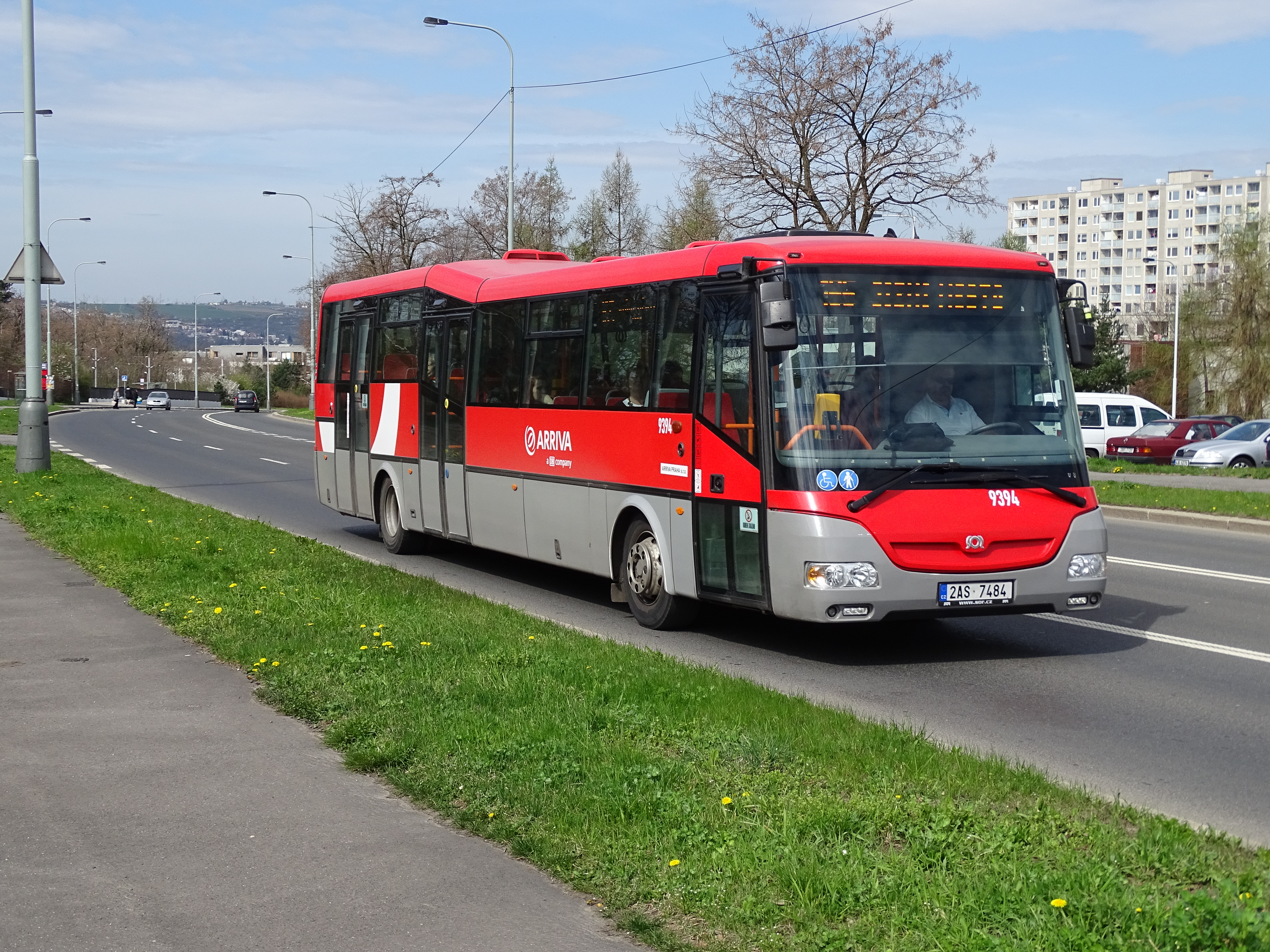
Autobus SOR BN 12 Arriva na lince 165 v Praze (2015)

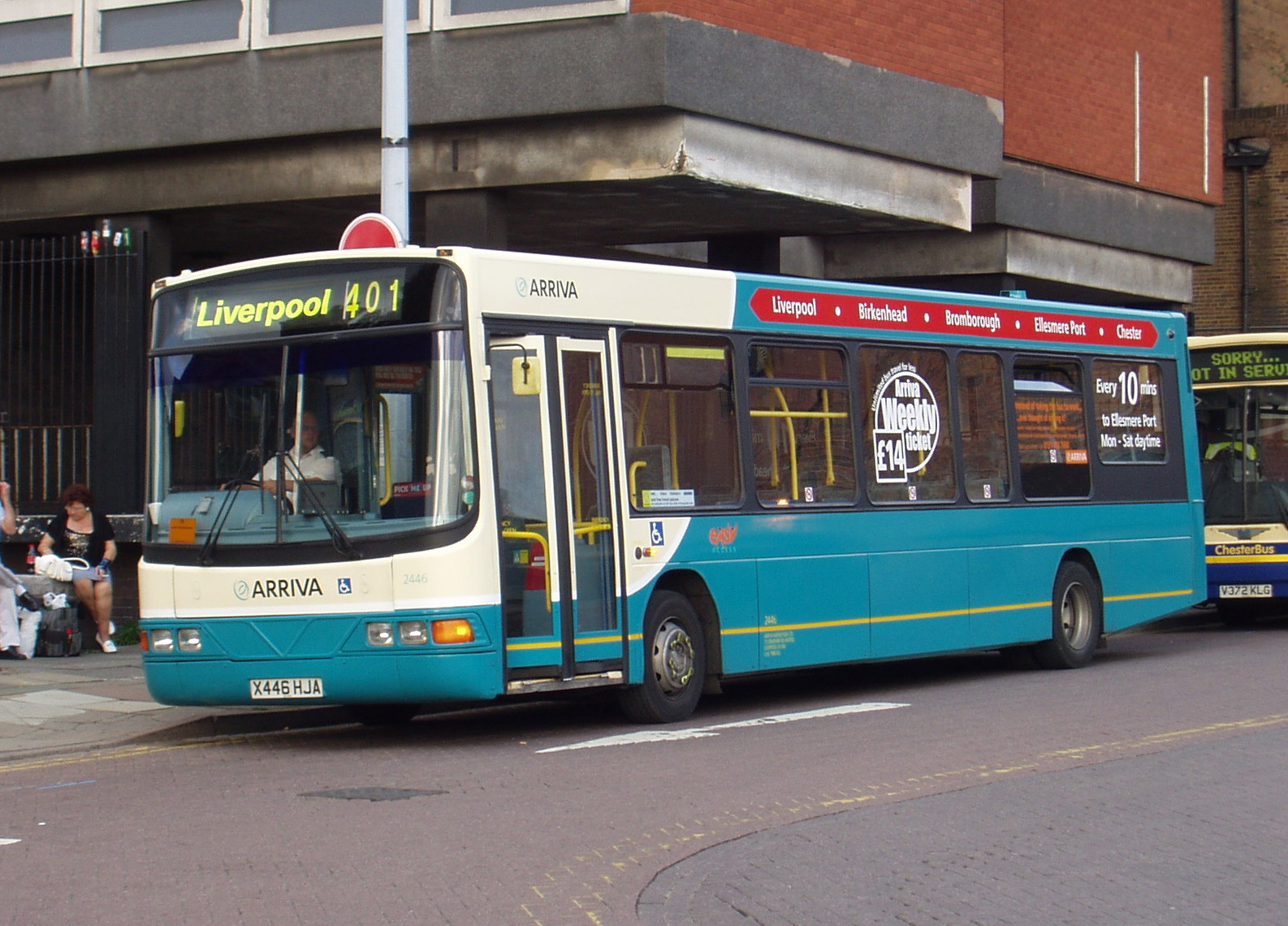
Autobus společnosti Arriva ve Velké Británii

Arriva je evropská, původem britská dopravní skupina, která provozuje autobusovou, železniční, trolejbusovou (Teplice), nebo místní lodní dopravu ve 12 evropských zemích (Velká Británie, Dánsko, Německo, Itálie, Nizozemsko, Portugalsko, Španělsko, Švédsko, od prosince 2006 Česko, od prosince 2007 Polsko, od roku 2008 nepřímý podíl na Slovensku a v Maďarsku). Mimo Británii má tržby přes 1 miliardu Euro ročně, celkem má skupina kolem 37 000 zaměstnanců. V srpnu 2010 Evropská unie odsouhlasila převzetí skupiny Arriva německou železniční společností Deutsche Bahn. Na ceně zhruba 2,5 miliardy liber (75 miliard Kč) se investor dohodl již v dubnu. Šlo o největší akvizici v historii Deutsche Bahn a sloučená skupina se jí stala největším osobním dopravcem v Evropě.

## Arriva ve světě

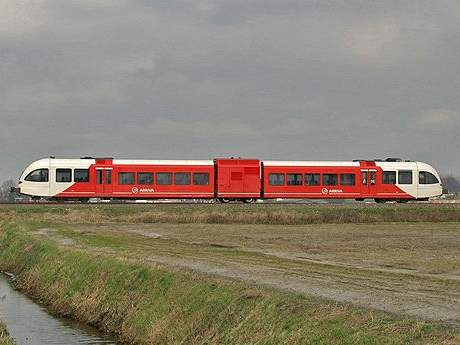
Jednotka SPURT nizozemské Arrivy

V Itálii a v Dánsku je Arriva největším soukromým provozovatelem autobusové dopravy. V Portugalsku provozuje autobusovou dopravu v severozápadní a jižní části země a má významný podíl (21,5 %) v největším osobním dopravci v zemi, společnosti Barraqueiro. V České republice, Španělsku a Švédsku provozuje autobusovou dopravu.
V Německu Arriva Deutschland postupně přebírala regionální dopravce jak autobusové (Sippel, CeBus) tak i vlakové (Alex, OHE, Vogtlandbahn, Länderbahn, Prignitzer Eisenbahn), antimonopolní komise EU však stanovila vyčlenění a prodej všech německých aktivit Arrivy jako podmínku pro její převzetí společností Deutsche Bahn. Oddělená společnost byla v březnu 2011 přejmenována na Netinera a v roce 2020 získal 100% podíl dosavadní většinový vlastník Trenitalia.
V Dánsku byla Arriva první soukromou železniční společností s licencí pro osobní železniční dopravu. V Nizozemsku provozuje integrovanou autobusovou a železniční dopravu, na železniční dopravu má 15letou licenci. Od června 2007 má devítiletý kontrakt na provozování železniční dopravy v jižním Švédsku od června 2007. V železniční dopravě se účastní i na německém trhu, má majetkový podíl ve švýcarských železnicích. Na hranicích Walesu a Anglie zajišťuje prostřednictvím firmy Arriva Trains Wales meziměstskou, oblastní i příměstskou železniční dopravu.
V roce 2007 firma založila v Polsku společný podnik s polským železničním dopravcem PCC Rail. Firma nesoucí název Arriva PCC zahájila od 9. prosince 2007 osobní dopravu na všech neelektrizovaných tratích v Kujavsko-pomořském vojvodství (cca 530 km tratí) na základě tříletého kontraktu s úřadem maršálka uvedeného vojvodství.
V dubnu 2008 Arriva koupila 80% podíl v maďarské firmě Interbus Invest, součásti holdingu Eurobus Invest, který má většinové podíly v SAD Michalovce a SAD Nové Zámky a v Maďarsku v podniku VT-Transman (v červenci 2008 hovořil zdroj o 80% podílu přímo v Eurobus Invest).

## Působení v České republice a historie
Tato skupina v Česku zakoupila autobusové dopravce:
- Transcentrum Bus s.r.o. (prosinec 2006, Kosmonosy, Mladá Boleslav)
- Bosák Bus, spol. s r.o. (leden 2007, Dobříš).
- Osnado spol. s r. o. (23. listopadu 2007, Svoboda nad Úpou)
- PROBO BUS a.s. (1. červen 2017, Beroun)

První dvě společnosti mají celkem 170 autobusů a 260 zaměstnanců, firma OSNADO měla v době převzetí 106 autobusů a 172 zaměstnanců. Na přelomu let 2014 a 2015 společnost Bosák Bus zanikla sloučením se společností Transcentrum Bus a ta byla přejmenována na ARRIVA STŘEDNÍ ČECHY.
V železniční dopravě působila Arriva v České republice na několika přeshraničních tratích prostřednictvím německé společnosti Vogtlandbahn GmbH,[zdroj?] po ovládnutí Arrivy skupinou DB v roce 2010 však z antimonopolních důvodů byla nucena Vogtlandbahn prodat a již jej neovládá.
V roce 2009 založila ARRIVA holding Česká republika s.r.o. dceřinou společnost ARRIVA vlaky s.r.o., která se hlásí do výběrových řízení a připravuje i vlastní nabídky a projekty dotované i nedotované železniční dopravy v České republice.
Na jaře 2013 byla do skupiny Arriva začleněna Veolia Transport Central Europe včetně aktivit Veolia Transport Česká republika v autobusové a železniční dopravě. K 1. červenci 2013 došlo k přejmenování firem a náhradě loga Veolia Transport logem Arriva; design vozidel se má měnit průběžně s obměnou vozového parku, nemá dojít k zásadním změnám ve vedení společností. Do skupiny Arriva tak jsou začleněny společnosti:
- Veolia Transport Morava a.s., nově Arriva Morava a.s.
- Veolia Transport Východní Čechy a.s., nově Arriva Východní Čechy a.s.
- Veolia Transport Teplice s.r.o., nově Arriva Teplice s.r.o. / Arriva City s.r.o.
- Veolia Transport Praha s.r.o., nově Arriva Praha s.r.o. / Arriva City s. r. o.

HISTORIE: V únoru 2013 agentura Reuters zveřejnila zprávu, že Deutsche Bahn koupí od francouzské firmy Veolia Transdev její středoevropskou dceřinou firmu Veolia Transport Central Europe včetně aktivit v Česku, na Slovensku, v Polsku, Srbsku, Chorvatsku a Slovinsku, o rozsahu přes 3300 (kolem 3400) vozidel v přibližně 60 depech v 6 zemích () a přes 6300 zaměstnanců; roční tržby VTCE za rok 2011 činily 252 milionů eur. Veolia Transport Central Europe se stala součástí skupiny Arriva; Arriva tak rozšířila svou působnost na 15 zemí a přesáhla počet 55 tisíc zaměstnanců.
V roce 2023 oznámil německý dopravce DB prodej Arrivy společnosti I Squared Capital. Té připadne i dluh, který Arriva stále má. Odůvodnil to tím, že by musel investovat do elektrizace rozsáhlého vozového parku Arrivy s tím, že tyto finance raději využije v železničním odvětví a Arrivu prodá. Od roku 2024 patří Arriva už pod I Squared Capital.[ve zdroji nenalezeno]